# Arild Haaland
Arild Peter Haaland (Bergen, 13 de diciembre de 1919 – 24 de enero de 2012) fue un filósofo, historiador de literatura y escritor de no ficción noruego. Su tesis de 1956 sobre el análisis del nazismo en Alemania fue ampliamente alabada. Fue condecorado con el título de Caballero de Primera Clase de la Orden de San Olaf en 1979. También recibió el Premio Fritt Ord en 1992. Haaland fue inmortalizado por el escultor Arnold Haukeland y por los pintores Odd Nerdrum y Karl Erik Harr.

## Obra seleccionada
- Exposition and critical examination of Nietzsche's "Will to Power" philosophy. 1946. (thesis)
- Nazismen i Tyskland. En analyse av dens forutsetninger. 1955. (dr. thesis)
- Seks studier i Ibsen. 1965.
- Vekst og verdi. Avvikerlære. 1971.
- Skatt i Norge. En bok om overskudd, likestilling og medeie. 1976.
- Ibsens verden. En studie i kunst som forskning. 1978.
- Ringer i vann. Ni studier i frihet. 1989.